# Симфонія № 98 (Гайдн)
Симфонія № 98, сі-бемоль мажор Йозефа Гайдна, написана 1792 року, вперше виконана 2 березня 1792 в Лондоні.
Структура:
1. Adagio - Allegro, 2/2
2. Adagio, 3/4
3. Menuetto. Presto, 3/4
4. Finale. Presto, 6/8

## Ноти і література
- Symphony No. 98: Ноти на сайті International Music Score Library Project.
- Robbins Landon, H. C. (1976) Haydn: Chronicle and Works, Volume IV. Bloomington: Indiana University Press.